# Odisseas Vlachodimos
Odisseas Vlachodimos (Stuttgart, Alemania, 26 de abril de 1994) es un futbolista griego. Juega de portero y su equipo es el Sevilla F. C. de la Primera División de España.

## Trayectoria
El 29 de agosto de 2015 hizo su debut en la Bundesliga con el primer equipo del VfB Stuttgart en un encuentro contra el Eintracht Fráncfort. La siguiente temporada recaló en las filas del  Panathinaikos F. C.
Tras esas tres temporadas fichó por el S. L. Benfica en el que estuvo cinco temporadas. En el equipo potugués jugó un total de 225 partidos y ganó dos ligas y dos supercopas.
En 2023 fichó por el Nottingham Forest F. C., en el que solo jugó cinco partidos, y luego fichó por el Newcastle United F. C. donde debutaría en la Copa de la Liga y ganó el título.
En agosto de 2025 fue cedido por el Newcastle United al Sevilla F. C.

## Selección nacional
Defendió la portería de la selección alemana en las categorías sub-20, con la que disputó un Mundial, y en la sub-21 con la que se proclamó campeón de la Eurocopa.
Finalmente tomó la decisión de defender los colores de la selección absoluta de Grecia.

## Estadísticas

### Clubes
Actualizado al último partido disputado el 1 de octubre de 2024.
| Club                                   | Div.          | Temporada     | Liga  | Liga     | Copas nacionales | Copas nacionales | Copas internacionales | Copas internacionales | Total | Total    |
| Club                                   | Div.          | Temporada     | Part. | Goles(1) | Part.            | Goles(1)         | Part.                 | Goles(1)              | Part. | Goles(1) |
| -------------------------------------- | ------------- | ------------- | ----- | -------- | ---------------- | ---------------- | --------------------- | --------------------- | ----- | -------- |
| VfB Stuttgart II · Alemania            | 3.ª           | 2011-12       | 2     | 3        | —                | —                | —                     | —                     | 2     | 3        |
| VfB Stuttgart II · Alemania            | 3.ª           | 2012-13       | 12    | 16       | —                | —                | —                     | —                     | 12    | 16       |
| VfB Stuttgart II · Alemania            | 3.ª           | 2013-14       | 23    | 28       | —                | —                | —                     | —                     | 23    | 28       |
| VfB Stuttgart II · Alemania            | 3.ª           | 2014-15       | 31    | 49       | —                | —                | —                     | —                     | 31    | 49       |
| VfB Stuttgart II · Alemania            | Total club    | Total club    | 68    | 96       | 0                | 0                | 0                     | 0                     | 68    | 96       |
| VfB Stuttgart · Alemania               | 1.ª           | 2015-16       | 3     | 8        | 0                | 0                | —                     | —                     | 3     | 8        |
| VfB Stuttgart · Alemania               | Total club    | Total club    | 3     | 8        | 0                | 0                | 0                     | 0                     | 3     | 8        |
| Panathinaikos F. C. · Grecia           | 1.ª           | 2015-16       | 1     | 2        | 0                | 0                | —                     | —                     | 1     | 2        |
| Panathinaikos F. C. · Grecia           | 1.ª           | 2016-17       | 26    | 12       | 5                | 4                | —                     | —                     | 31    | 16       |
| Panathinaikos F. C. · Grecia           | 1.ª           | 2017-18       | 25    | 21       | 2                | 1                | 4                     | 5                     | 31    | 27       |
| Panathinaikos F. C. · Grecia           | Total club    | Total club    | 52    | 35       | 7                | 5                | 4                     | 5                     | 63    | 45       |
| S. L. Benfica Portugal                 | 1.ª           | 2018-19       | 34    | 30       | 0                | 0                | 16                    | 20                    | 50    | 50       |
| S. L. Benfica Portugal                 | 1.ª           | 2019-20       | 33    | 26       | 4                | 5                | 8                     | 16                    | 45    | 47       |
| S. L. Benfica Portugal                 | 1.ª           | 2020-21       | 18    | 16       | 3                | 4                | 5                     | 7                     | 26    | 27       |
| S. L. Benfica Portugal                 | 1.ª           | 2021-22       | 32    | 30       | 2                | 3                | 14                    | 18                    | 48    | 51       |
| S. L. Benfica Portugal                 | 1.ª           | 2022-23       | 34    | 20       | 6                | 4                | 14                    | 15                    | 54    | 39       |
| S. L. Benfica Portugal                 | 1.ª           | 2023-24       | 1     | 3        | 1                | 0                | ―                     | ―                     | 2     | 3        |
| S. L. Benfica Portugal                 | Total club    | Total club    | 152   | 123      | 16               | 16               | 57                    | 76                    | 225   | 215      |
| Nottingham Forest F. C. Inglaterra     | 1.ª           | 2023-24       | 5     | 12       | 2                | 4                | —                     | —                     | 7     | 16       |
| Nottingham Forest F. C. Inglaterra     | Total club    | Total club    | 5     | 12       | 2                | 4                | 0                     | 0                     | 7     | 16       |
| Newcastle United F. C. Inglaterra      | 1.ª           | 2024-25       | 0     | 0        | 1                | 0                | —                     | —                     | 1     | 0        |
| Newcastle United F. C. Inglaterra      | Total club    | Total club    | 0     | 0        | 1                | 0                | 0                     | 0                     | 1     | 0        |
| Total carrera                          | Total carrera | Total carrera | 280   | 274      | 26               | 25               | 61                    | 81                    | 367   | 380      |
| (1) Hace referencia a goles encajados. |               |               |       |          |                  |                  |                       |                       |       |          |

## Palmarés

### Títulos nacionales
| Título                | Club                   | País       | Año     |
| --------------------- | ---------------------- | ---------- | ------- |
| Primeira Liga         | S. L. Benfica          | Portugal   | 2018-19 |
| Supercopa de Portugal | S. L. Benfica          | Portugal   | 2019    |
| Primeira Liga         | S. L. Benfica          | Portugal   | 2022-23 |
| Supercopa de Portugal | S. L. Benfica          | Portugal   | 2023    |
| Copa de la Liga       | Newcastle United F. C. | Inglaterra | 2024-25 |

### Títulos internacionales
| Título          | Club (*)        | Sede    | Año  |
| --------------- | --------------- | ------- | ---- |
| Eurocopa sub-21 | Alemania sub-21 | Polonia | 2017 |

(*) Incluye la selección.